# Największe przeboje vol.2
Największe przeboje vol.2 – druga kompilacja najpopularniejszych przebojów) polskiego zespołu Verba, wydana 5 marca 2007 roku. Płytę promuje singel „Widziałem Twoje oczy”. Wydawnictwo składa się z dwóch płyt (CD z utworami i DVD z teledyskami). Wśród utworów są m.in. „Życie” czy „Jesteś wspomnieniem”, 6 nowych piosenek - m.in. „Młode wilki 4” (ostatnia część opowieści o „Młodych Wilkach”) i 4 wersje instrumentalne nowszych singli. Na płycie DVD znajdują się dodatkowo 2 „nielegalne” teledyski zespołu z czasów, kiedy nie był jeszcze znany (duet nazywał się wtedy VerbaFrenix).
Nagrania dotarły do 37. miejsca list OLiS.

Wydanie kolejnej składanki to jedyny sposób na to, by pokazać wszystkim to, co nowego nagraliśmy. Muzyka jest naszym życiem, hobby, fascynującym zajęciem, które czasem nie daje zasnąć i każdy nowy pomysł napędza każdego z nas by pisać, komponować i nagrywać. Dlatego każda wolna chwila to kilka nowych nut, kilka wersów nowej piosenki. Z tygodnia na tydzień powstawały nowe nagrania i postaraliśmy się o to, by jak najszybciej móc podzielić się nimi z Wami!

## Lista utworów

### Płyta CD
- Piosenki

1. „Młode wilki 4” - 3:37
2. „Parodie” - 3:18
3. „Między Ziemią a Niebem” - 3:22
4. „Tak się boję” - 3:45
5. „Miłość” - 3:29
6. „Kicia” - 3:10
7. „Twoja seksualność” - 3:44
8. „Chłodny deszcz” (Feat. Katarzyna Bujakiewicz) - 3:34
9. „To co widzę” - 3:45
10. „Życie” - 3:27
11. „Widziałem Twoje oczy” - 3:38
12. „Jesteś wspomnieniem” - 3:29
13. „Power of love” - 03:24
14. „Cały świat należy do nas” - 3:39
15. „Bez Ciebie świat” - 4:34

- Wersje instrumentalne

1. „Słuchaj Skarbie” - 3:49
2. „Młode wilki 3” - 3:30
3. „Życie” - 3:27
4. „Widziałem Twoje oczy” - 3:38

### Płyta DVD
- Teledyski

1. „Życie” - 3:17
2. „Młode wilki 3” - 3:18
3. „Mogliśmy” - 3:17
4. „Ten czas” - 3:23
5. „Zaopiekuj się mną” (Feat. Rezerwat) - 3:40
6. „Pamiętasz” - 3:17
7. „Nic więcej” - 3:30

- Bonus

1. „Chora miłość” - 3:13
2. „Wiem jak to jest (RMX)” - 3:39